# 三角招潮蟹
三角招潮（学名：Uca triangularis）为沙蟹科招潮蟹属的动物。其种加词“triangularis ”意为“三角形的”。分布于日本、新喀里多尼亚、新几内亚、帕劳群岛、雅浦群岛、菲律宾、台湾等地，生活环境为海水，多生活于潮间带。

## 亚种
- 指名三角招潮（学名：Uca triangularis triangularis），A. Milne-Edwards于1873年命名。分布于日本、新喀里多尼亚、新几内亚、帕劳群岛、雅浦群岛、菲律宾、台湾等地，生活环境为海水，多见于河口或红树林区的泥涂中。[1]